# Unité urbaine de Pujaut
L'unité urbaine de Pujaut est une unité urbaine française centrée sur la ville de Pujaut, département du Gard.

## Données globales
En 2010, selon l'Insee, l'unité urbaine de Pujaut est composée de deux communes, toutes situées dans l'arrondissement de Nîmes, subdivision administrative du département du Gard.
L'unité urbaine de Pujaut appartient à l'aire urbaine d'Avignon.

## Délimitation de l'unité urbaine de 2010
En 2010, l'Insee a procédé à une révision des délimitations des unités urbaines  de la France; celle de Pujaut est composée de deux communes.

### Communes
Liste des communes appartenant à l'unité urbaine de Pujaut selon la nouvelle délimitation de 2010 et sa population municipale en 2010 (liste établie par ordre alphabétique) :
| Nom        | Code Insee | Département | Statut       | Superficie (km2) | Population (dernière pop. légale) | Densité (hab./km2) | Modifier                                    |
| ---------- | ---------- | ----------- | ------------ | ---------------- | --------------------------------- | ------------------ | ------------------------------------------- |
| Pujaut     | 30209      | Gard        | ville-centre | 23,50            | 3 911 (2022)                      | 166                | modifier les données · modifier les données |
| Sauveterre | 30312      | Gard        | banlieue     | 13,09            | 2 013 (2022)                      | 154                | modifier les données · modifier les données |

## Évolution démographique
L'évolution démographique ci-dessous concerne l'unité urbaine selon le périmètre défini en 2010.
| 1968  | 1975  | 1982  | 1990  | 1999  | 2007  | 2012  | 2017  | 2020  | 2022  |
| ----- | ----- | ----- | ----- | ----- | ----- | ----- | ----- | ----- | ----- |
| 2 132 | 2 444 | 3 624 | 4 289 | 4 938 | 5 674 | 5 799 | 6 172 | 5 928 | 5 924 |